# Lucien-Marie Le Gardien
 (mars 2024).
Lucien-Marie Le Gardien (1908-1978) est un peintre français né à Trévou-Tréguignec (Côtes-du-Nord) en Bretagne.
Il signait une partie de ses œuvres sous les pseudonymes de Yann Luce ou Lujo. Il a beaucoup peint la Bretagne où il passait tous ses étés. L'hiver, il habitait Paris et fréquentait les peintres de Montmartre. Il exposait au Salon des indépendants et obtint une médaille de bronze au Salon d'hiver. Il était sociétaire des Artistes Français.

## Parcours
Lucien-Marie Le Gardien est né le 3 juillet 1908 et est issu d'une famille de douaniers basques arrivés au Trévou après la Révolution. Il passa son enfance au Havre, son père était marin. Souvent, il revenait au Trévou où ses grands-parents possédaient alors une maison. Il est tout jeune lorsque son père meurt dans un naufrage. Peu de temps après, il perd également son frère cadet, malade, dont il s'est occupé jour après jour.
Il embarque dans un premier temps comme mousse (avant l'âge, sous un faux nom et en se déclarant orphelin). Il fera le voyage jusqu'à Vancouver. Puis il décide plus tard de changer d'orientation et d'apprendre le métier de pâtissier chez Romy à Honfleur. Il commence alors l'aquarelle et devient l'ami du peintre Herbot. Comme il veut faire du cinéma, il part pour Paris et joue dans une dizaine de films dont La Bataille du rail, Le Père tranquille etc. À Paris, il fréquente le milieu des chansonniers et monte quelques sketches. Il connaît alors Picasso et Marcel Aymé.
De 1947 à 1958, sa fille Marie-Luce est hospitalisée au sanatorium de Trestel après avoir contracté la poliomyélite. Lucien Marie Le Gardien se met alors vraiment à peindre, vend ses tableaux à des Américains et travaille pour plusieurs galeries. Au sanatorium de Trestel, il décorera les salles des enfants et réalisera une peinture dans la salle d'attente. Il illustre la couverture de la plaquette de présentation de l'établissement.
En 1954, Lucien-Marie Le Gardien est à Trégastel où il monte en association le restaurant Le Vieux Moulin (devenu depuis Le Toucouleur).
En 1970, il est victime d'un très grave accident de la route. Quelques années plus tard il contracte un cancer. Il fera sa dernière exposition à Marseille et est décédé à Paris le 5 novembre 1978.

## Œuvre
Lucien-Marie Le Gardien' était complètement autodidacte en peinture. Il était également acteur et cuisinier. Il signait ses peintures de plusieurs manières. « La peinture alimentaire », comme il le disait, était signée Yann Luce ou encore Lujo, son nom de théâtre. Pour ses tableaux, il utilisait les lettres LMG emboîtées les unes dans les autres. Il portait ses initiales sur sa chevalière et s'en servait pour signer. beaucoup de toiles font partie de collections particulières en France et surtout à l'étranger. Les Américains, notamment, après la guerre voulaient acheter du typical breton. il fallait bien vivre et le peintre a trouvé là un moyen d'écouler facilement bon nombre de têtes de marins burinées, avec le suroît et la pipe. Il avait une admiration pour Maurice de Vlaminck qui a été son ami. Vers la fin de sa vie, Lucien-Marie Le Gardien a regretté de ne pas avoir poussé plus loin ses recherches. Cela ne l'a pas empêché d'être un peintre coté (notamment dans le Akoun).

## Source
Un article de Sylvie Friedman dans l'hebdomadaire Le Trégor - Lucien-Marie Le Gardien, un bohème au cœur d'or - 22 février 1992.